# Puliciphora grandicoxa
Puliciphora grandicoxa är en tvåvingeart som beskrevs av Colyer 1967. Puliciphora grandicoxa ingår i släktet Puliciphora och familjen puckelflugor. Inga underarter finns listade i Catalogue of Life.